# چامولوک

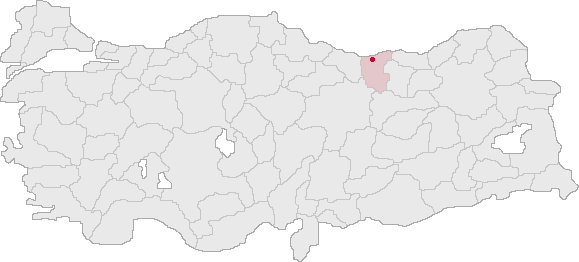
چامولوک

چامولوک (به ترکی استانبولی: Çamoluk) یک منطقهٔ مسکونی و شهرستان در ترکیه است که در استان گره‌سون واقع شده‌است. چامولوک ۱٬۱۴۰ متر بالاتر از سطح دریا واقع شده‌است.